# Marina di Camerota
Marina di Camerota is een plaats (frazione) in de  Italiaanse gemeente Camerota aan de Kust van Cilentana, provincie Salerno in Italië en telt ongeveer 3.500 inwoners. Het ligt in het Nationaal Park Cilento e Vallo di Diano.

## Bezienswaardigheden
- Castello Marchesale, paleis
- Porto Infreschi, haven
- Grotten, onder andere la Grotta di Santa Maria, la Grotta di Porto Infreschi en Leone di Caprera
- Acropoli di Capo Grosso
- Torre Zancale, toren
- Villa Mariosa

## Geografie
Marina di Camerota ligt tussen Palinuro en San Giovanni a Piro.

## Verkeer en vervoer
Centola is bereikbaar vanaf Napels naar Salerno naar Battipaglia richting Sanza via de A3 en de SS 517. De dichtstbijzijnde luchthaven is de luchthaven Salerno Costa d'Amalfi in Salerno.

## Fotogalerij

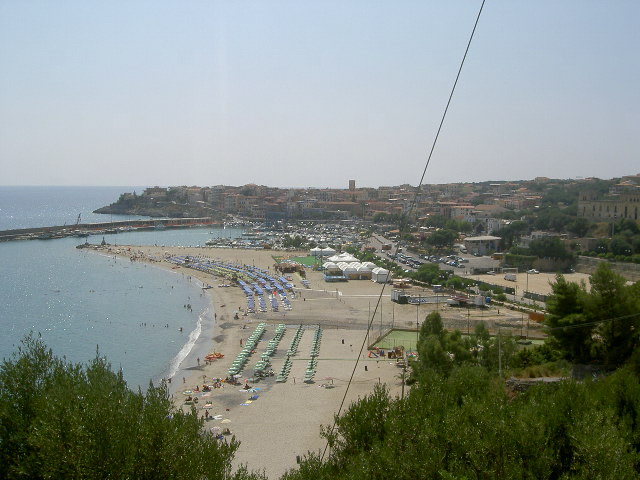
Panorama
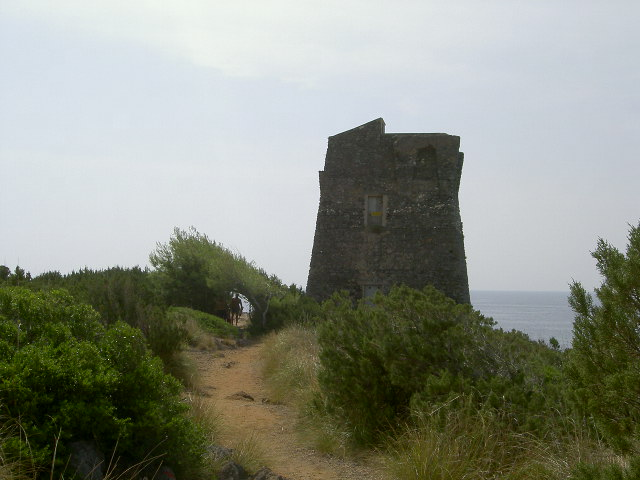
Torre Zancale
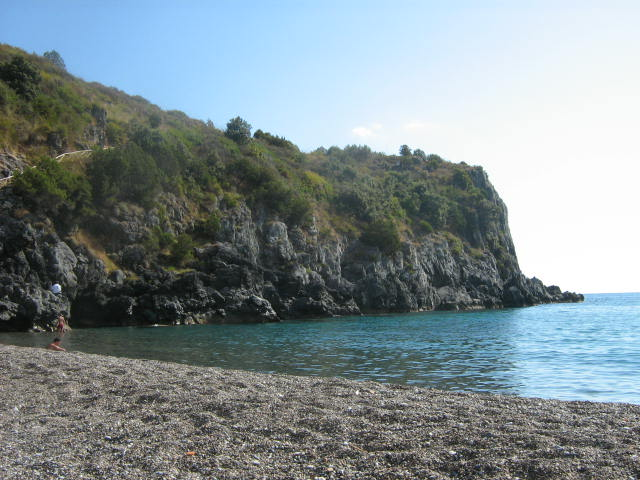
Lentiscella

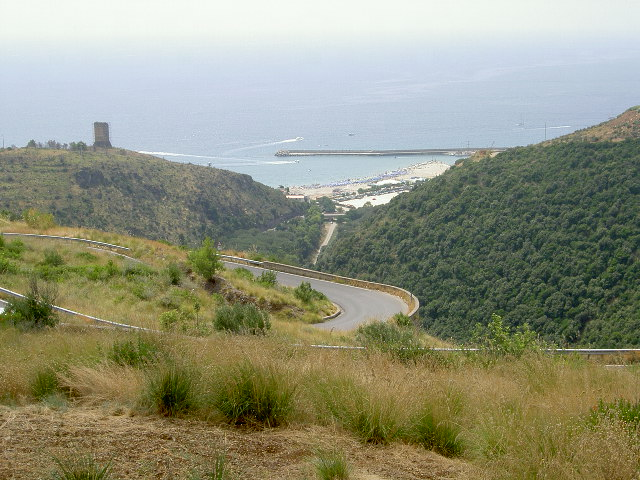
Panorama
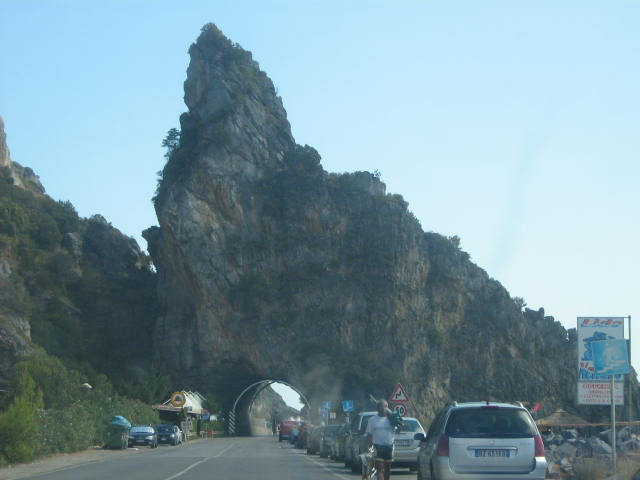
Capo Grosso
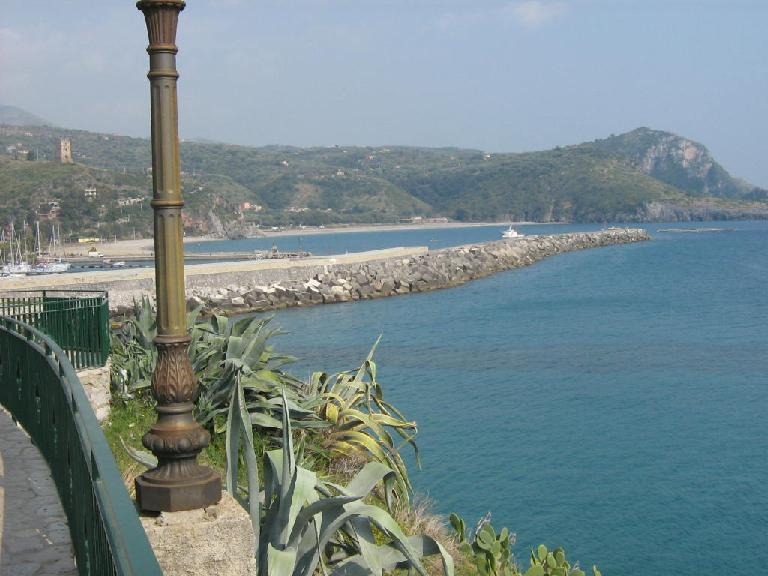
Haven